# Manuela Alphons
Manuela Alphons (* 5. August 1946 in Neunkirchen) ist eine österreichische Theater- und Fernsehschauspielerin.
Manuela Alphons absolvierte von 1964 bis 1967 die Schauspielschule Bochum und erhielt ihr erstes Engagement von 1968 bis 1972 am Deutschen Theater Göttingen. Danach stand sie auf zahlreichen Theaterbühnen, unter anderem in Köln, Hamburg, Frankfurt am Main, Düsseldorf, Wuppertal, Oberhausen und Bonn. Außerdem war sie in einigen Filmen und Serien zu sehen.
Bekannt wurde sie durch die Verkörperung der Barbara von Sterneck in der ARD-Soap Verbotene Liebe, die sie vier Jahre lang spielte.

## Fernsehen
- 1975: Nach der Scheidung
- 1977: Rückfälle
- 1979–1980: Locker vom Hocker (Oder: Es bleibt schwierig, Comedyreihe, 2 Folgen)
- 1979: Der Idiot im Hintergrund
- 1986: Die Montagsfamilie
- 1987: Die Insel
- 1992: Gossenkind
- 1992: Schlafende Hunde
- 1995–1999: Verbotene Liebe
- 1996: Die Wache – Falsche Rezepte
- 1999: Einsatz Hamburg Süd – Der Geier
- 1999: Stadtklinik – Die Feministin
- 1999: … und im Keller gärt es – Quarantäne
- 2001: Wilsberg – Wilsberg und der Mord ohne Leiche
- 2003: Im Schatten der Macht
- 2004: Cattolica
- 2006: Wilsberg – Callgirls
- 2007: Jakobs Bruder
- 2008: Angie – Alles wird gut!
- 2010: Countdown – Die Jagd beginnt – Feuerteufel
- 2012: Jahr des Drachen
- 2013: Heiter bis tödlich: Zwischen den Zeilen – Lieber reich und tot
- 2013: Sommer in Rom
- 2014: Friesland – Mörderische Gezeiten
- 2014: Danni Lowinski – Zwangspension
- 2015:  Rentnercops: Jeder Tag zählt! – Keine ruhige Minute
- 2015: Tatort: Schwanensee
- 2016: Nur eine Handvoll Leben
- 2019: Tatort: Spieglein, Spieglein
- 2020: Die Martina Hill Show
- 2022: Mord mit Aussicht – Die letzten ihrer Art

## Theater (Auswahl)
Düsseldorfer Schauspielhaus 
- 2021/22: William Shakespeare: Macbeth (Lady Macbeth)
- 2023/24: William Shakespeare: Richard III. (Herzogin von York, Mutter Edwards IV., Richards III. und Georges, Herzog von Clarence)
- 2023/24: Georg Büchner: Woyzeck (Großmutter)
- 2024/25: William Shakespeare: König Lear (Kent)

## Hörspiele
- 2013: Walter van Rossum: Eine unordentliche Liebe um 1913 – Regie: Walter van Rossum (DLF)
- 2013: Dunja Arnaszus: Wir fallen nicht – Regie: Dunja Arnaszus (DLF)